# Mansión de Apriķi
La Mansión de Apriķi (en letón: Apriķu muižas pils; en alemán: Apprikken) es una casa señorial en la parroquia de Laža, municipio Sur de Kurzeme, en la región histórica de Curlandia, en Letonia occidental.

## Historia
La Mansión de Apriki desde el siglo XVI pertenecía a la familia noble Osten-Sacken, y entre 1790 y 1852 fue propiedad de la familia von Kroft. A principios del siglo XX la mansión fue propiedad de Karl Gustav Mannerheim, quien más tarde se convertiría en Presidente de Finlandia y es conocido por la legendaria línea Mannerheim, un sistema de fortificación durante la guerra de invierno.
El conjunto barroco de la Mansión de Apriķi en la margen del río Alokste data de principios del siglo XVIII. La mansión fue construida antes de 1742, pero su torre octogonal en estilo neogótico fue construida en la segunda mitad del siglo XIX. La mayoría de los otros edificios —graneros, cervecería, molino— fueron construidos en el siglo XIX y el pequeño parque paisajístico fue establecido en ese mismo tiempo.
El edificio actualmente alberga la escuela primaria de Apriķi y el museo regional de Apriķi, que incluye una exhibición sobre el soldado y político finlandés Carl Gustaf Mannerheim que vivió en la mansión por algún tiempo a principios del siglo XX. El museo habla sobre la historia antigua de la región. El museo es también hogar de una gran familia de gnomos.